# گدرینگ
د گدرینگ (به انگلیسی: The Gathering) یک گروه موسیقی هلندی است که در نیمهٔ دوم دههٔ ۹۰ میلادی با وکالیست خود آنکه فان خیرس‌برخن به شهرت رسید.

## اعضا

### اعضای کنونی
- سیلیه ورگلاند Silje Wergeland – وکال (۲۰۰۹–)
- رنه روتن René Rutten – گیتار، فلوت (۱۹۸۹–)
- فرانک بوین Frank Boeijen – کیبورد (۱۹۹۰–)
- ماریولَین کؤیْمان Marjolein Kooijman – بیس (۲۰۰۴–)
- هانس روتن Hans Rutten – درام (۱۹۸۹–)

### اعضای پیشین
- آنکه فان خیرس‌برخن Anneke van Giersbergen – لید وکال، گیتار (۱۹۹۴–۲۰۰۷)
- هوخو پرینسن خِیرلیخس Hugo Prinsen Geerligs – بیس (۱۹۸۹–۲۰۰۴)
- یلمر ویرسما Jelmer Wiersma – گیتار (۱۹۸۹–۱۹۹۸)
- نیلس دوفهوس Niels Duffhues – خواننده، گیتار (۱۹۹۳–۱۹۹۴)
- مارتینه فان لؤن Martine van Loon – خواننده، بک وکال (۱۹۹۳–۱۹۹۴)
- بارت اسمیتس Bart Smits – خواننده (۱۹۸۹–۱۹۹۳)
- ماریکه خرؤت Marike Groot – خواننده، بک وکال (۱۹۹۲–۱۹۹۳)

## آلبوم‌ها
- Always... - ۱۹۹۲
- Almost a Dance - ۱۹۹۳
- Mandylion - ۱۹۹۵
- Nighttime Birds - ۱۹۹۷
- How to measure a planet? - ۱۹۹۸
- if_then_else - ۲۰۰۰
- Souvenirs - ۲۰۰۳
- Home - ۲۰۰۶
- The West Pole - ۲۰۰۹